# Ixodes nuttallianus
Ixodes nuttallianus este o specie de căpușe din genul Ixodes, familia Ixodidae, descrisă de Schulze în anul 1930. Conform Catalogue of Life specia Ixodes nuttallianus nu are subspecii cunoscute.